# Kōra Taisha

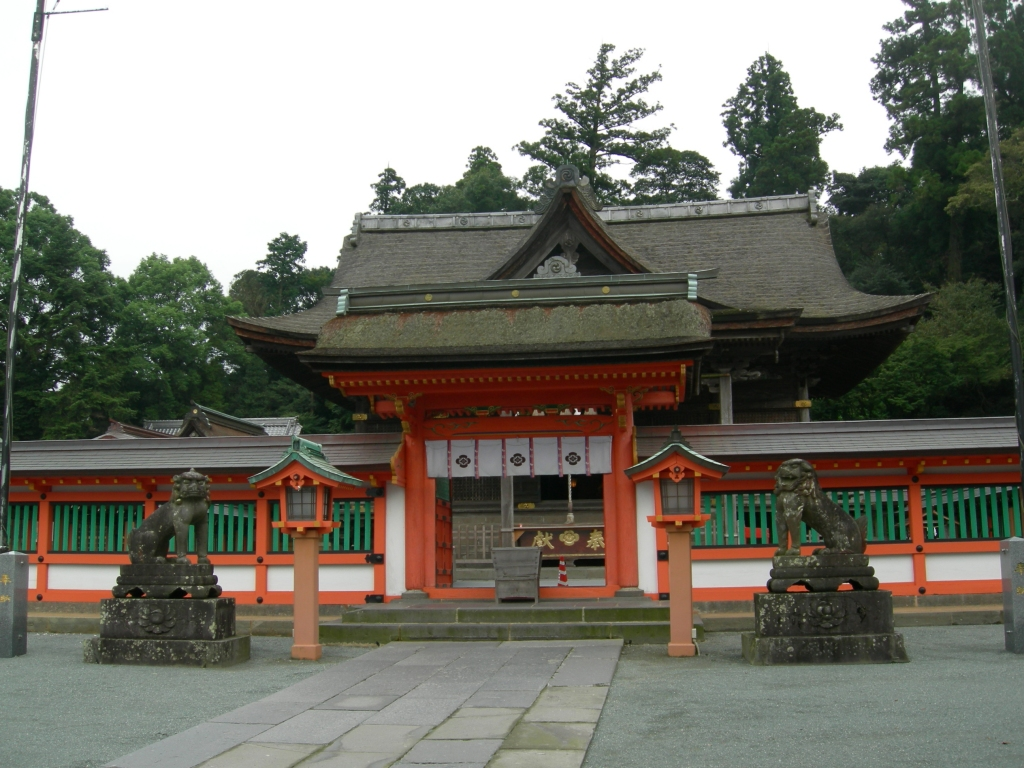
Kōra Taisha en Kurume

Kōra Taisha (高良大社?) es un santuario Sintoísta ubicado en Kurume, prefectura de Fukuoka, Japón. Fundado en el siglo V, es mencionado en el Engishiki y fue uno de los santuarios más importantes en la provincia de Chikugo.

## Edificaciones
El torii del año 1654 así como los honden, haiden, y heiden del año 1661 han sido designados propiedades culturales importantes de Japón.